# St. Peter und Paul (Gstadt am Chiemsee)

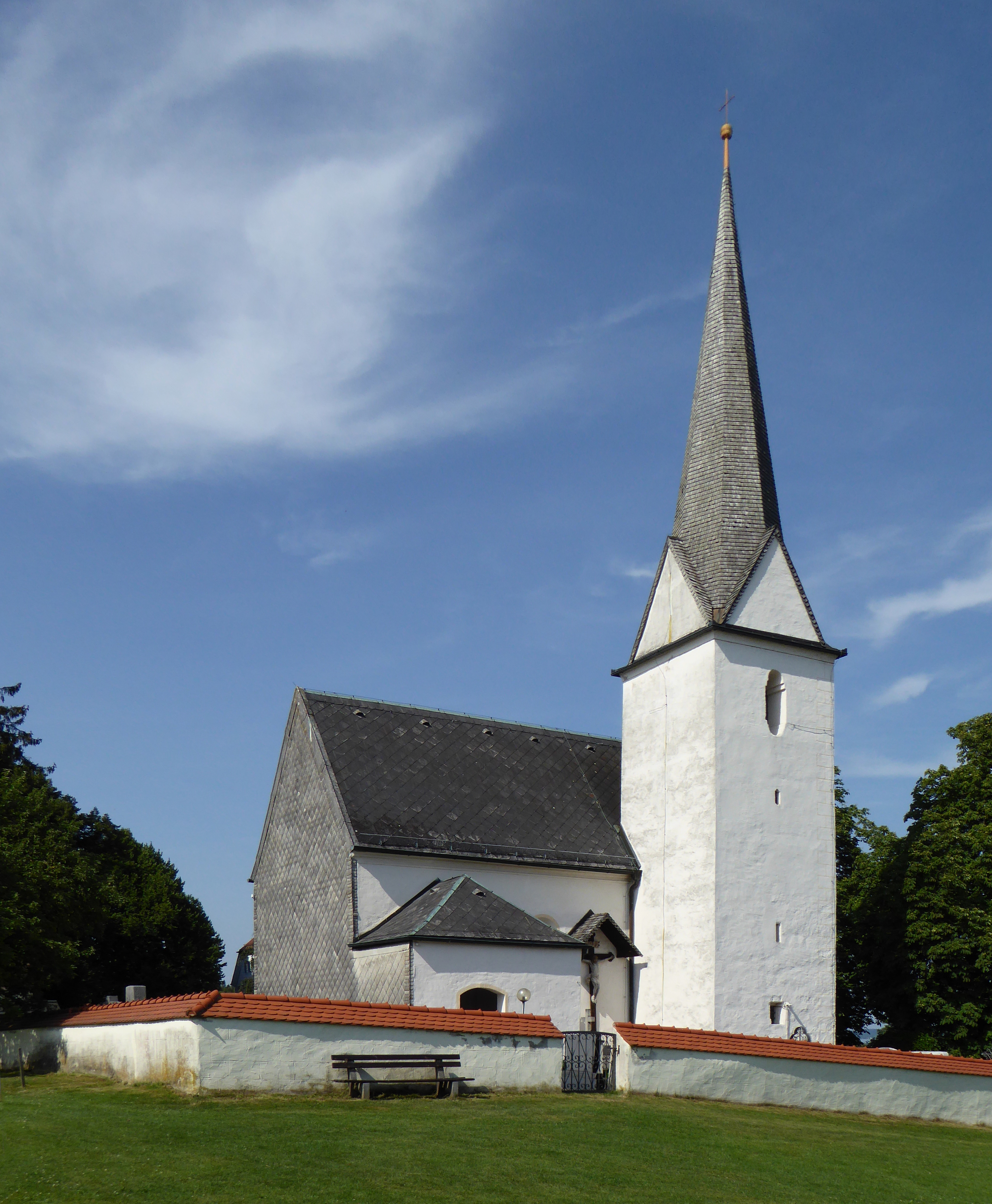
St. Peter und Paul in Gstadt am Chiemsee

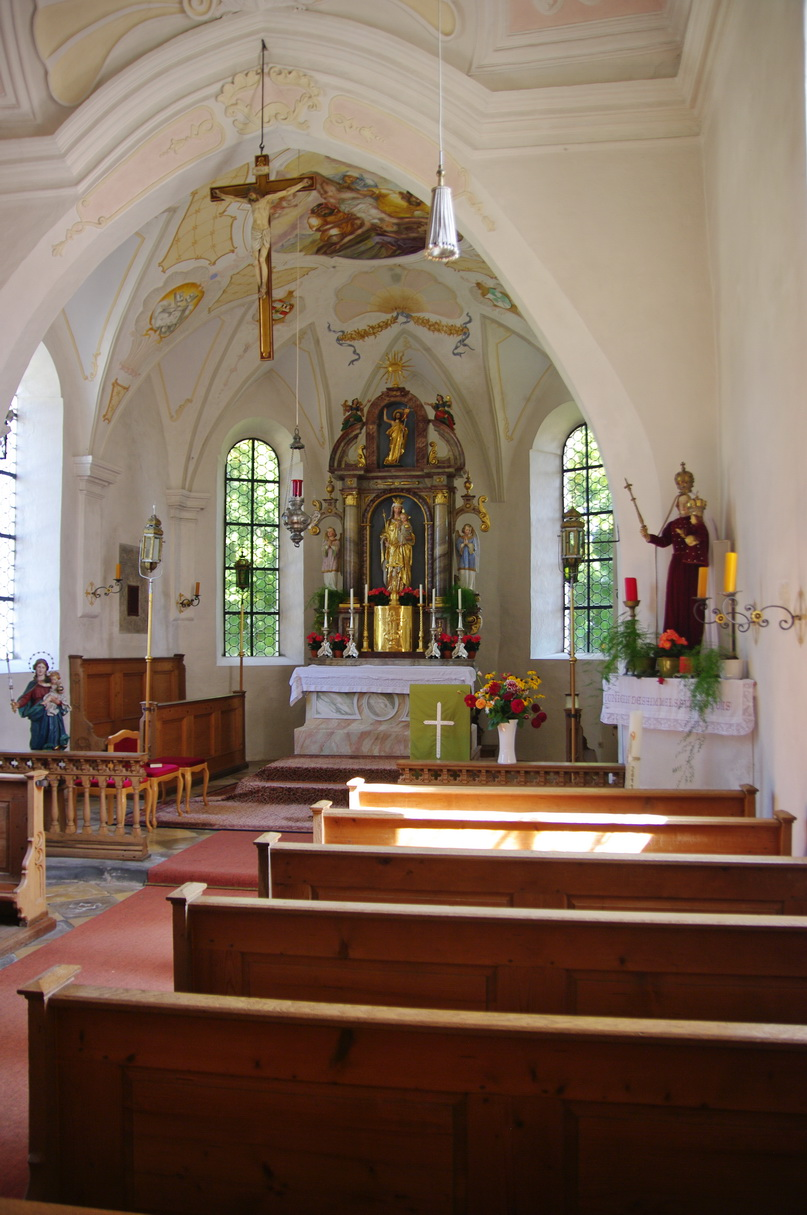
Innenansicht

Die römisch-katholische Filialkirche St. Peter und Paul steht in Gstadt am Chiemsee, einer Gemeinde im oberbayerischen Landkreis Rosenheim. Das Bauwerk ist in der Liste der Baudenkmäler in Gstadt am Chiemsee als Baudenkmal unter der Nr. D-1-87-138-1 eingetragen. Die Pfarrei gehört zum Pfarrverband Selige Irmengard im Dekanat Rosenheim des Erzbistums München und Freising.

## Beschreibung
Die Saalkirche besteht aus dem im Kern romanischen Langhaus, einem Vorzeichen im Westen der Südwand des Kirchenschiffs, dem dreiseitig geschlossenen Chor im Osten und dem mit einem spitzen Helm bedeckten Chorflankenturm an dessen Südwand. Der eingezogene Chor und der Turm sind spätgotisch und stammen aus dem 15. Jahrhundert. Um 1720 erfolgte die Barockisierung der Kirche. 
Der Innenraum des Langhauses ist mit einem Spiegelgewölbe überspannt, der des Chors mit einem Stichkappengewölbe. 

## Ausstattung
Der um 1655 geschaffene Altar wurde aus der Kirche Urschalling erworben. Als Verschluss der Sakramentsnische (linke Chorseitenwand) dient eine wiederverwendete karolingische Chorschrankenplatte (Mitte 9. Jh., wohl aus Kloster Frauenchiemsee).
Die Orgel wurde 1891 von Josef Hackl gebaut.